# Пуховка черна монахиня
Пуховка черна монахиня (Monasa atra) е вид птица от семейство Bucconidae.

## Разпространение
Видът е разпространен в Бразилия, Венецуела, Гвиана, Суринам и Френска Гвиана.